# Penstemon tracyi
Penstemon tracyi är en grobladsväxtart som beskrevs av Karl Keck. Penstemon tracyi ingår i släktet penstemoner, och familjen grobladsväxter. Inga underarter finns listade i Catalogue of Life.